# Kościół, naród i państwo
Kościół, naród i państwo – książka Romana Dmowskiego wydana w 1927 roku. Zawarte w rozprawie poglądy stanowiły część podstaw programu Obozu Wielkiej Polski na czele którego stał autor.
Dmowski dowodził w tej publikacji nierozerwalnego związku katolicyzmu z polskością. Dmowski wskazywał w swej pracy zadania stojące przed polskim narodem, mówił, że naród katolicki za jaki uważał Polaków powinien kierować się katolickimi zasadami. W opinii wielu osób dzieło to w znacznej mierze przyczyniło się do powrotu młodego pokolenia Polaków do katolicyzmu. Po śmierci Dmowskiego watykański dziennik „L’Osservatore Romano” również podkreślał zasługi Dmowskiego w licznym powrocie młodych Polaków do Kościoła.
W publikacji autor wymieniał także negatywny wpływ działań masonerii na narody wyrosłe z cywilizacji łacińskiej.